# Бербешти (Марамуреш)
Бербешти (рум. Berbești) насеље је у Румунији у округу Марамуреш у општини Ђулешти. Oпштина се налази на надморској висини од 301 m.

## Становништво
Према подацима из 2002. године у насељу је живело 1535 становника, од којих су сви румунске националности.